# Доротеїнштадт (район Берліна)

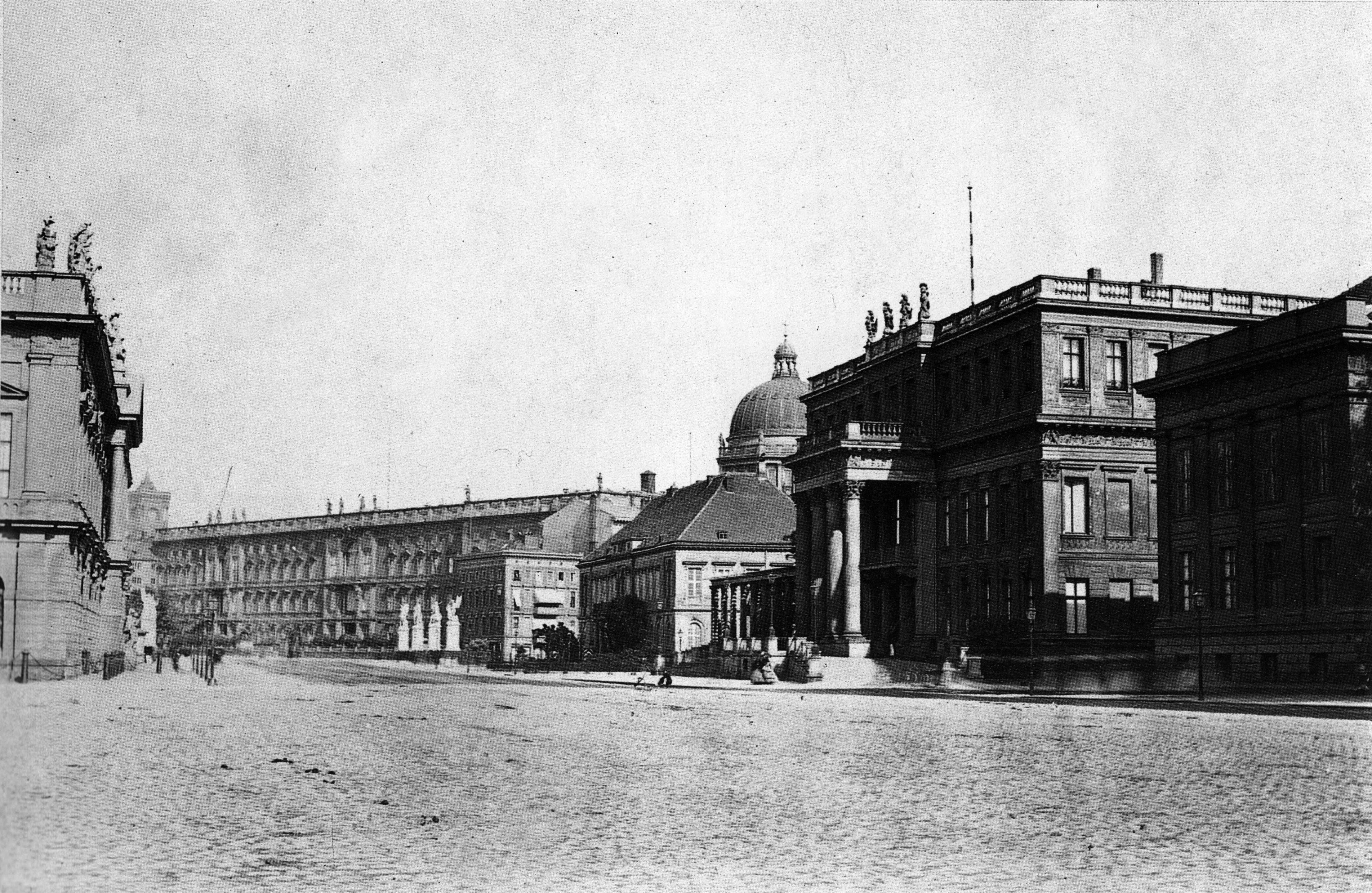
Бульвар Унтер-ден-Лінден в Доротеїнштадт. Праворуч видно купол Міського палацу. 1885 рік

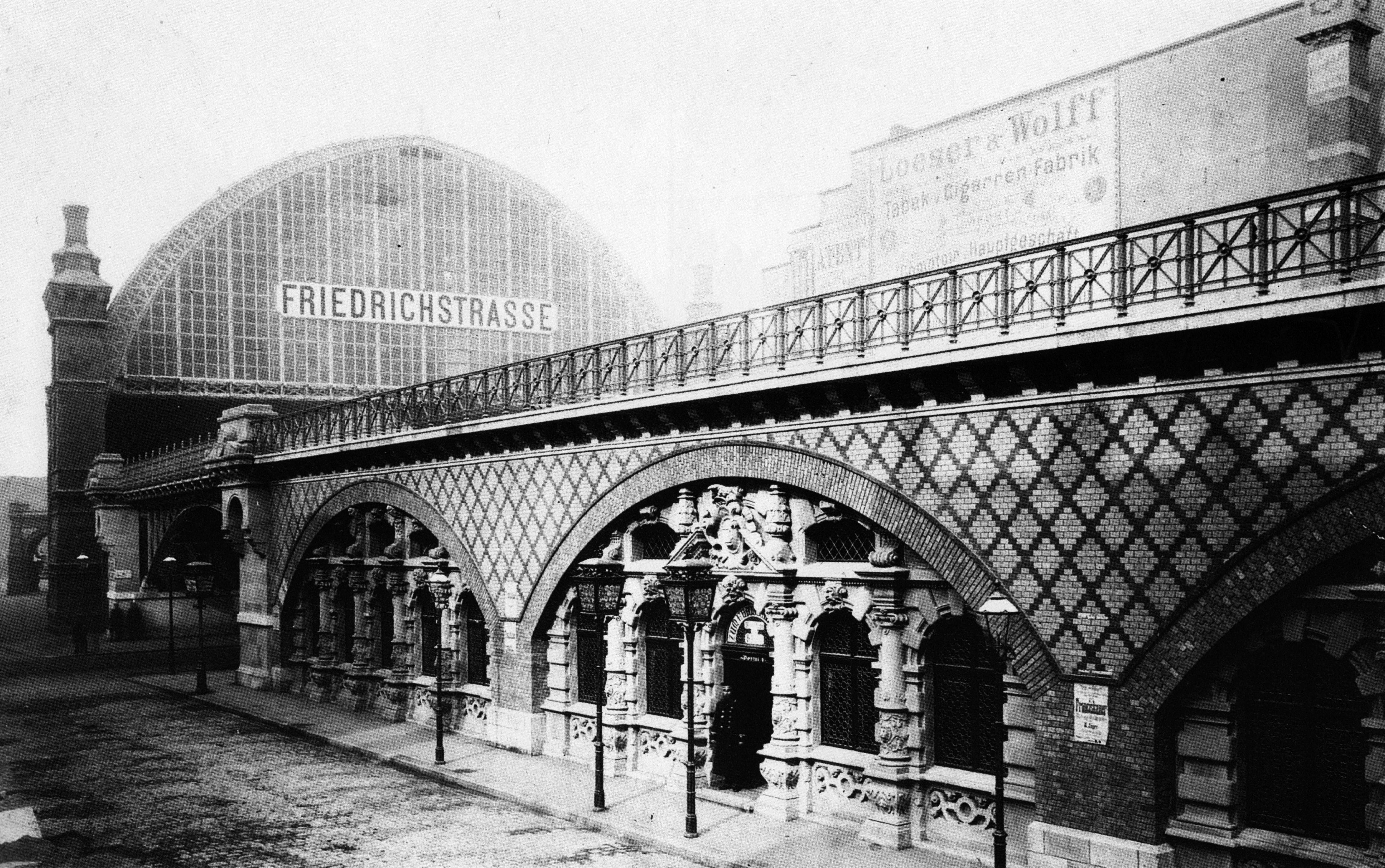
Вокзал Фрідріхштрассе. 1885 рік

Доротеїнштадт (нім. Dorotheenstadt) — історичний квартал в центрі Берліна, відноситься до адміністративного району Мітте. Тут розміщені Бранденбурзькі ворота, Паризька площа і бульвар Унтер-ден-Лінден.
Межі Доротеїнштадту утворюють Великий Тіргартен на заході, річка Шпрее — на півночі, канал Купферграбен — на північному сході, вулиці Гінтер-дем-Ґісгаус (нім. Hinter dem Gießhaus і Обервальштрассе (нім. Oberwallstraße на сході і Беренштрассе (нім. Behrenstraße — на півдні.
У 1670 році Великий курфюрст Фрідріх Вільгельм I подарував своїй другій дружині Доротеї Софії Шлезвіг-Гольштейн-Зондербург-Глюксбургзькій садибу Тіргартен в Кельні, розміщену між берлінською фортечною стіною і Великим Тиргартеном. Відповідно до плану забудови кварталу вулиці в новому місті прокладалися строго перпендикулярно одна до одної. У 1674 році нове поселення отримало міські привілеї і в 1681 році на честь курфюрстини Доротеї отримало назву Доротеїнштадт.
У 1710 році Доротеїнштадт разом з іншими самостійними містами Берлін, Кельн, Фрідріхсвердер і Фрідріхштадт був об'єднаний в «головну королівську резиденцію» Берлін.
З будівництвом в Берліні міської залізниці поряд з аристократичним Унтер-ден-Лінден до 1880 році іншим жвавим місцем в Доротеїнштадті стає вокзал Фрідріхштрассе. Чисельність населення Доротеїнштадту становила на 1867 рік 20 144 особи, а в 1910 році — 11 558.
У 1920 році в ході формування Великого Берліна Доротеїнштадт увійшов до складу нового міського округу Мітте. За часів НДР в Доротеїнштадт були відновлені багато історичних будівель, зруйновані під час Другої світової війни, зокрема: будівля Берлінського університету імені Гумбольдта, Державної опери та Старої бібліотеки. Після об'єднання Німеччини почалася забудова території навколо Паризької площі.

## Пам'ятки Доротеїнштадта
- Паризька площа:
  - Бранденбурзькі ворота;
  - Посольство США;
  - Берлінська академія мистецтв;
  - Посольство Франції.
- Вулиця Вильгельмштрассе:
  - Маршальський міст (нім. Marschallbrücke)
  - Будинок Якоба Кайзера;
  - Посольство Великої Британії.
- Унтер-ден-Лінден:
  - Посольство РФ;
  - Музичний театр «Берлінська комічна опера»;
  - Головна будівля Берлінського університету імені Гумбольдта, колишній палац принца Генріха;
  - Берлінська державна бібліотека;
  - Стара бібліотека;
  - Бебельплац;
  - Берлінська державна опера;
  - Кінна статуя Фрідріха Великого;
  - Нойє-Ваху;
  - Палац принцес.
- Фрідріхштрассе:
  - Міст Вайдендаммер-Брюкке;
  - Адміральський палац;
  - вокзал Фрідріхштрассе.
- Вулиця Шосейна (нім. Chausseestraße)
  - Доротеїнштадтський цвинтар